# Mesobracon zonatus
Mesobracon zonatus är en stekelart som beskrevs av Josef Fahringer 1928. Mesobracon zonatus ingår i släktet Mesobracon och familjen bracksteklar. Inga underarter finns listade i Catalogue of Life.